# 水田駅
水田駅（みずたえき）は、香川県高松市東山崎町にある高松琴平電気鉄道長尾線の駅。高松琴平電気鉄道では2つしかない高架駅である。駅番号はN07。
水田姓を持つ偉人にちなんで命名されたと言う。
かつて平成初期までは朝のラッシュ時同駅始発の瓦町行上り列車も運行されていた。
(瓦町駅から定期列車に回送を併結して水田駅着後解放し上り列車に使用)

## 駅構造
- 島式ホーム1面2線の高架駅。無人駅である。

のりば
| 乗り場 | 路線    | 方向 | 行先                 |
| ------ | ------- | ---- | -------------------- |
| 1      | ■長尾線 | 上り | 瓦町・高松築港方面   |
| 2      | ■長尾線 | 下り | 高田・平木・長尾方面 |

## 利用状況
1日の平均乗降人員は以下の通りである。
| 1日乗降人員推移 | 1日乗降人員推移 |
| 年度            | 1日平均人数     |
| --------------- | --------------- |
| 2011年          | 1,008           |
| 2012年          | 969             |
| 2013年          | 1,004           |
| 2014年          | 1,035           |
| 2015年          | 1,129           |
| 2016年          | 1,172           |
| 2017年          | 1,156           |
| 2018年          | 1,249           |

## 駅周辺
- 高松市立川添小学校
- 国道11号高松東バイパス（さぬき夢街道）
- 香川県道10号高松長尾大内線（さぬき東街道）
- フレスポ高松
- 百十四銀行水田クイックスクエア（旧水田支店） - 2024年2月9日（営業最終日）をもって木太支店にブランチインブランチ。
- 水田バス停
- 香川県中央自動車学校
- かしわの武内

## 歴史
- 1912年（明治45年）4月30日 - 高松電気軌道の駅として開業。
- 1943年（昭和18年）11月1日 - 会社合併により高松琴平電気鉄道長尾線の駅となる。
- 1946年（昭和21年）6月23日 - 交換可能駅となる[2]。
- 1998年（平成10年）6月 - 水田駅付近の連続立体交差工事着工。
- 2007年（平成19年）10月7日 - 高架化完了。当駅も高架駅になった。

### 高架化

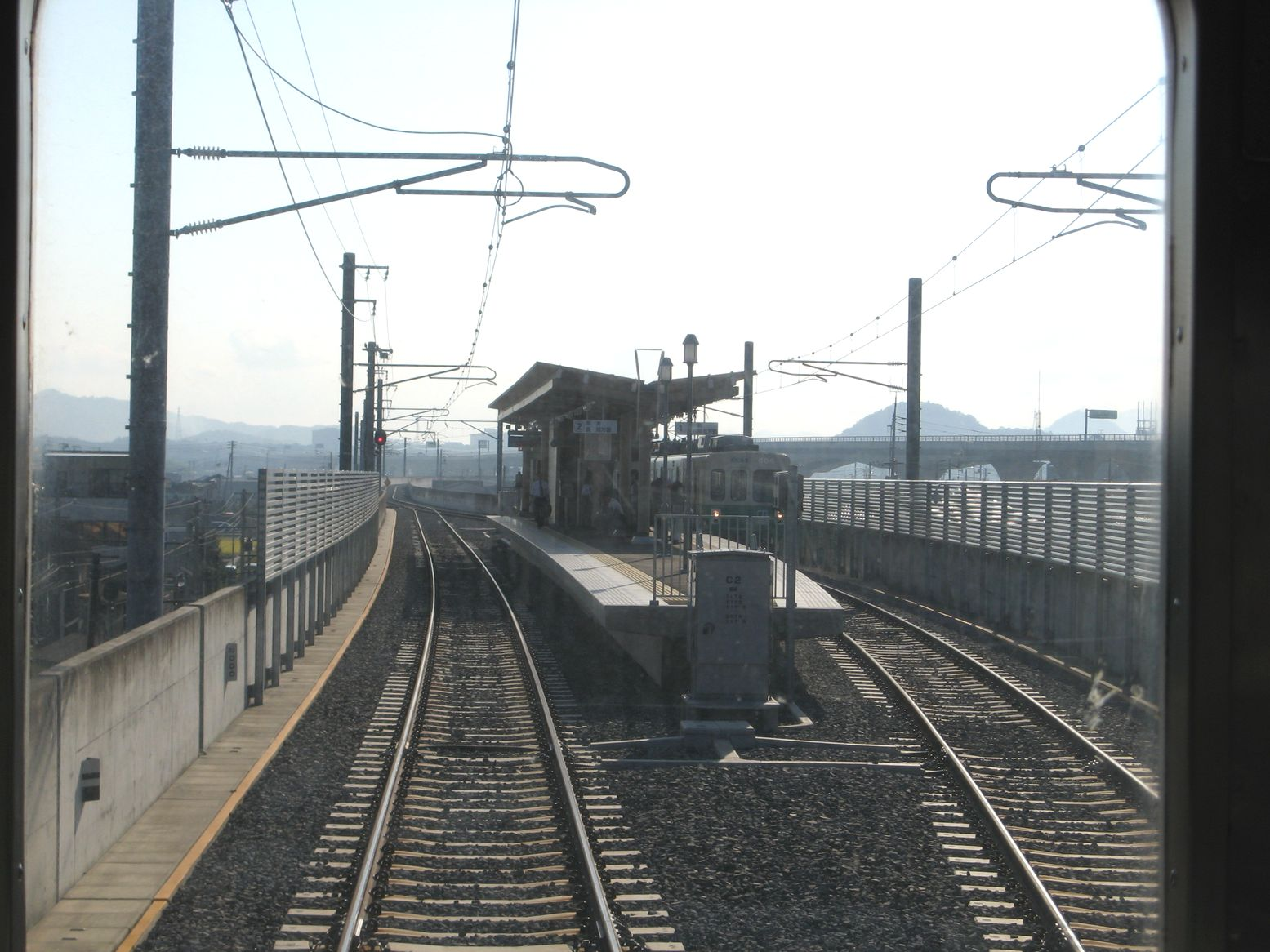
高架化された水田駅

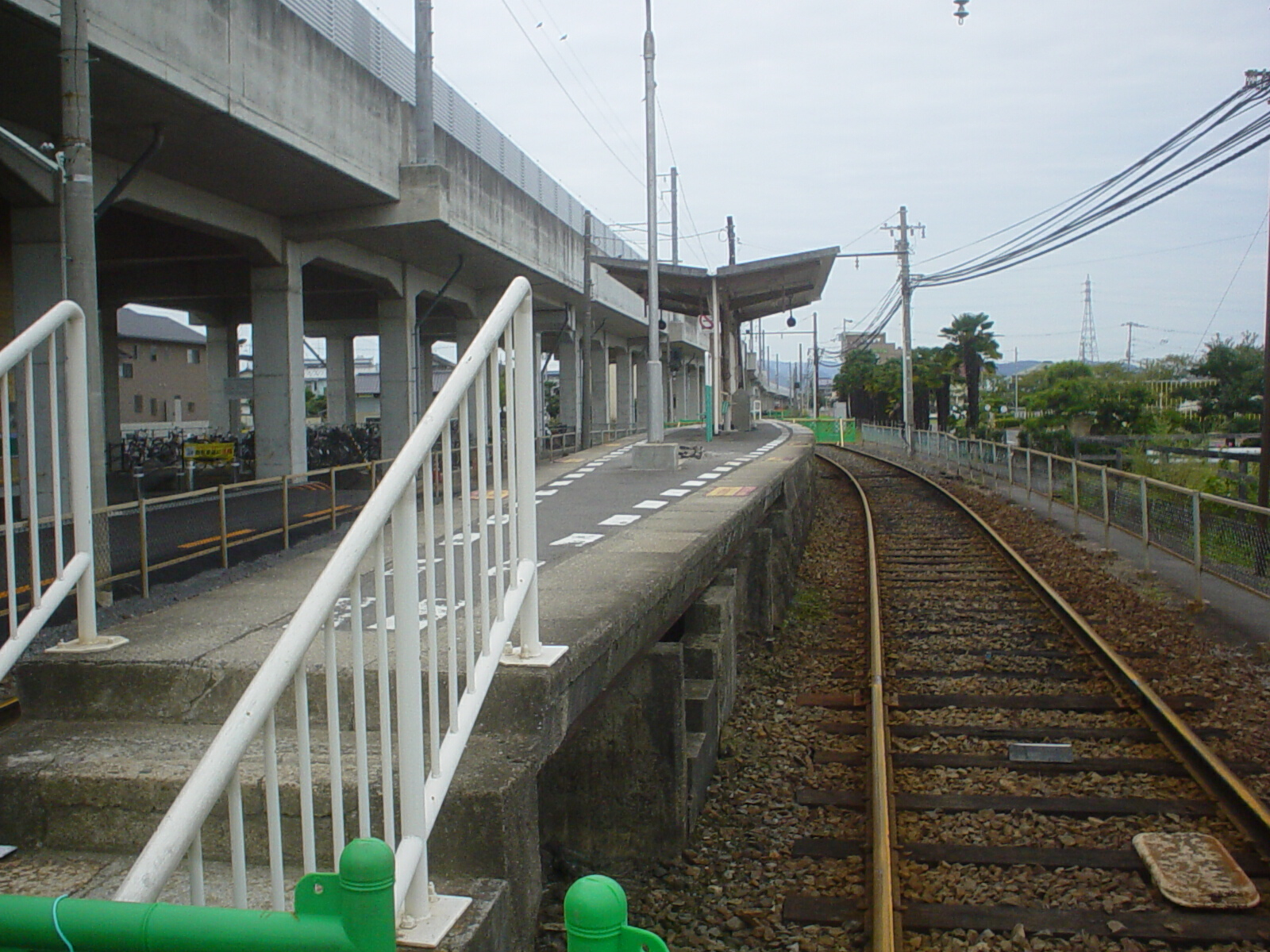
旧駅敷地 (2007年10月)

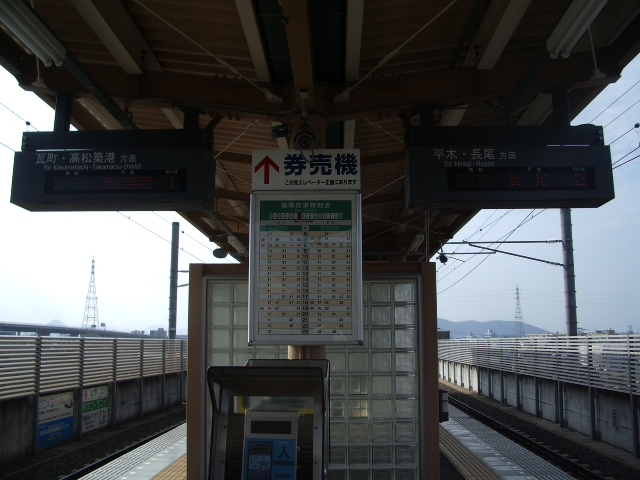
LED発車標

1994年（平成6年）3月30日、当駅の南に国道11号高松東バイパスが開通し、当駅-西前田間に東バイパスとの暫定踏切が設置された。また当駅の西にも香川県道10号高松長尾大内線バイパスが開通し、当駅-元山間にも踏切が設置された。特に後者の場合、踏切の存在と、その影響でバイパスのうちこの付近だけが暫定2車線だったため前後区間で一部激しい渋滞が発生していた（詳細は香川県道10号高松長尾大内線#東山崎町の暫定2車線区間問題を参照）。
それら高架化の際、両踏切に挟まれ、さらに踏切から距離の無かった当駅も含めた高架化工事が行われることになった。
当駅付近の工事は1998年（平成10年）6月に着工。高架橋自体は2000年度までに大部分が完成したが、瓦町方の高架取り付け部分では地権者の反対と琴電の経営破綻のため、工事が全く進捗しない時期が続いた。しかし2006年に土地収用手続きが開始され、ようやく事業が動き始める。そして着工から9年あまり経った2007年（平成19年）10月7日、高架化が完了。それに伴い当駅は高架駅となった。
高架化したホームには、琴電では4駅目となるLED発車標が設置された。

### 周辺廃駅
- 長尾線 川島口駅

1969年（昭和44年）5月5日廃止。春日川鉄橋西詰、川島口踏切西側に位置した駅。元山駅から795m長尾寄り。
- 高松電気軌道 山崎駅

1943年（昭和18年）廃止。東山崎踏切（現在は立体高架で廃止）西側に位置した駅。水田駅から瓦町方面へ343m西側に位置した駅。

## 隣の駅
高松琴平電気鉄道
■長尾線
元山駅（N06） - 川島口駅 - 山崎駅 - 水田駅（N07） - 西前田駅（N08）